# Afspiegelingscollege
Een afspiegelingscollege is een bestuursorgaan van de overheid, dat is samengesteld naar de zetelverdeling in het benoemende vertegenwoordigende orgaan. Dat wil zeggen dat alle fracties van enige omvang in gemeenteraad of Provinciale Staten zijn vertegenwoordigd in het dagelijks bestuur van hun regio, en wel naar evenredigheid.
Tot 1970 was het afspiegelingscollege het gebruikelijke en zelfs het enige bestuursmodel bij de lagere overheden. Vanaf dat jaar vonden programcolleges hun intrede. Partijen gingen bestuursakkoorden sluiten, waarin het beleid voor de komende bestuursperiode wordt overeengekomen. De zetelverdeling in het dagelijks bestuur vormt een onderdeel van zo'n akkoord.